# Werelduurrecord (wielrennen)
Het werelduurrecord is een wielrenrecord waarbij de deelnemer op een wielerbaan een zo groot mogelijke afstand aflegt in een uur, op een UCI-goedgekeurde fiets. Het heeft veel overeenkomsten met de wielerdiscipline van het tijdrijden.

## Geschiedenis

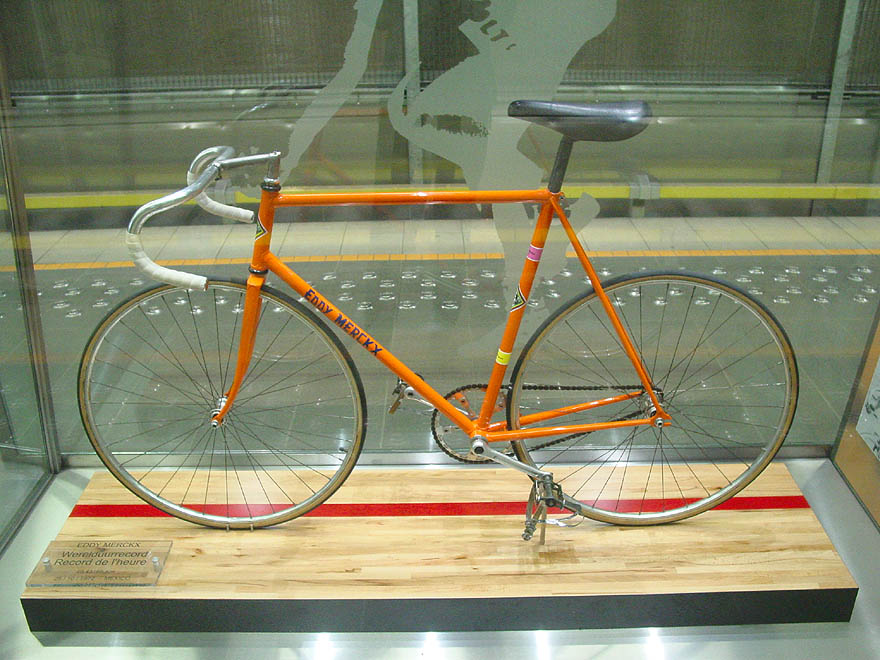
De fiets waarop Eddy Merckx in 1972 het werelduurrecord verbrak

Toen Francesco Moser in 1984 het record van Eddy Merckx brak, gebruikte hij daarvoor een speciale fiets met een verbeterde aerodynamica, zo was de fiets onder andere voorzien van dichte wielen. De toepassing van steeds geavanceerdere aerodynamica werd in 1993 voortgezet door Graeme Obree die bij zijn werelduurrecordpoging gebruikmaakte van een tuk-positie, waarbij beide armen onder het lichaam zijn gevouwen en de renner met zijn borst op het stuur ligt. In de jaren hierna werd het werelduurrecord meermaals gebroken, mede door gebruik van extreme zithoudingen en aerodynamische monocoque carbon frames. In 2000 besloot de UCI het gebruik van extreme zithoudingen en geavanceerde frames bij werelduurrecordpogingen te verbieden en stelde beperkende eisen op aangaande de constructie van de frames en zithouding op de fiets. Alle werelduurrecords sinds die van Francesco Moser uit 1984 werden ondergebracht in een nieuwe categorie genaamd UCI Best Human Effort. Het gevolg hiervan was dat het werelduurrecord van Merckx uit 1972 in ere werd hersteld.
In 2000 deed Chris Boardman, houder van het UCI Best Human Effort-werelduurrecord, een aanval op het werelduurrecord op een traditionele fiets zoals die van Merckx. Hij fietste 49,441 km, een verbetering van Merckx' record met 10 m (0,02%). Dit record werd in 2005 verbroken door de Tsjech Ondřej Sosenka met 49,700 km.
In 2014 versoepelde de UCI de regels voor het werelduurrecord weer: bepaalde aerodynamische verbeteringen werden toegelaten, zoals dichte wielen en een ligstuur. Hierdoor kwam het werelduurrecord terug onder de aandacht van renners en fietsenfabrikanten, en verschillende renners ondernamen in de daaropvolgende periode een aanval op het werelduurrecord. Op 18 september 2014 scherpte de Duitser Jens Voigt het record aan tot 51,115 km. Op 30 oktober 2014 bracht de Oostenrijker Matthias Brändle in het World Cycling Center in het Zwitserse Aigle het werelduurrecord op 51,852 km. De Australiër Rohan Dennis bracht het record op 8 februari 2015 op 52,491 km, op 2 mei volgde de Brit Alex Dowsett met 52,937 km. Op 7 juni 2015 ondernam Bradley Wiggins zijn langverwachte poging. De Brit zette in Londen het record op 54,526 km. Op 16 april 2019 bracht de Belg Victor Campenaerts in het Mexicaanse Aguascalientes het record op 55,089 km. Op 19 augustus 2022 werd het uurrecord aangevallen door de relatief onbekende Brit Daniel Bigham die werkt voor INEOS Grenadiers, hij zette het record scherper op 55,548 km.
Op 8 oktober 2022 scherpte Filippo Ganna het record aan naar 56,792 km, hiermee is hij de eerste renner die onder de nieuwe regels ook het UCI Best Human Effort-werelduurrecord heeft gebroken.

## Records

### Mannen
| Afstand (km)                                            | Renner                         | Nationaliteit                  | Jaar                           | Plaats                         |
| Traditionele fiets (1893–1972)                          | Traditionele fiets (1893–1972) | Traditionele fiets (1893–1972) | Traditionele fiets (1893–1972) | Traditionele fiets (1893–1972) |
| ------------------------------------------------------- | ------------------------------ | ------------------------------ | ------------------------------ | ------------------------------ |
| 35,325                                                  | Henri Desgrange                | Frankrijk                      | 1893                           | Parijs                         |
| 38,220                                                  | Jules Dubois                   | Frankrijk                      | 1894                           | Parijs                         |
| 39,240                                                  | Oscar Van den Eynde            | België                         | 1897                           | Parijs                         |
| 40,781                                                  | Willie Hamilton                | Verenigd Koninkrijk            | 1898                           | Denver                         |
| 41,110                                                  | Lucien Petit-Breton            | Frankrijk                      | 1905                           | Parijs                         |
| 41,520                                                  | Marcel Berthet                 | Frankrijk                      | 1907                           | Parijs                         |
| 42,360                                                  | Oscar Egg                      | Zwitserland                    | 1912                           | Parijs                         |
| 42,741                                                  | Marcel Berthet                 | Frankrijk                      | 1913                           | Parijs                         |
| 43,525                                                  | Oscar Egg                      | Zwitserland                    | 1913                           | Parijs                         |
| 43,775                                                  | Marcel Berthet                 | Frankrijk                      | 1913                           | Parijs                         |
| 44,247                                                  | Oscar Egg                      | Zwitserland                    | 1914                           | Parijs                         |
| 44,588                                                  | Jan van Hout                   | Nederland                      | 1933                           | Roermond                       |
| 44,777                                                  | Maurice Richard                | Frankrijk                      | 1933                           | Sint-Truiden                   |
| 45,090                                                  | Giuseppe Olmo                  | Italië                         | 1935                           | Milaan                         |
| 45,398                                                  | Maurice Richard                | Frankrijk                      | 1936                           | Milaan                         |
| 45,558                                                  | Frans Slaats                   | Nederland                      | 1937                           | Milaan                         |
| 45,840                                                  | Maurice Archambaud             | Frankrijk                      | 1937                           | Milaan                         |
| 45,871                                                  | Fausto Coppi                   | Italië                         | 1942                           | Milaan                         |
| 46,159                                                  | Jacques Anquetil               | Frankrijk                      | 1956                           | Milaan                         |
| 46,393                                                  | Ercole Baldini                 | Italië                         | 1956                           | Milaan                         |
| 46,924                                                  | Roger Rivière                  | Frankrijk                      | 1957                           | Milaan                         |
| 47,346                                                  | Roger Rivière                  | Frankrijk                      | 1958                           | Milaan                         |
| 48,093                                                  | Ferdinand Bracke               | België                         | 1967                           | Rome                           |
| 48,653                                                  | Ole Ritter                     | Denemarken                     | 1968                           | Mexico-Stad                    |
| 49,431                                                  | Eddy Merckx                    | België                         | 1972                           | Mexico-Stad                    |
| Aerodynamische fiets (1984–1996): UCI Best Human Effort |                                |                                |                                |                                |
| 50,808                                                  | Francesco Moser                | Italië                         | 1984                           | Mexico-Stad                    |
| 51,151                                                  | Francesco Moser                | Italië                         | 1984                           | Mexico-Stad                    |
| 51,596                                                  | Graeme Obree                   | Verenigd Koninkrijk            | 1993                           | Hamar                          |
| 52,270                                                  | Chris Boardman                 | Verenigd Koninkrijk            | 1993                           | Bordeaux                       |
| 52,713                                                  | Graeme Obree                   | Verenigd Koninkrijk            | 1994                           | Bordeaux                       |
| 53,040                                                  | Miguel Indurain                | Spanje                         | 1994                           | Bordeaux                       |
| 53,832                                                  | Tony Rominger                  | Zwitserland                    | 1994                           | Bordeaux                       |
| 55,291                                                  | Tony Rominger                  | Zwitserland                    | 1994                           | Bordeaux                       |
| 56,375                                                  | Chris Boardman                 | Verenigd Koninkrijk            | 1996                           | Birmingham                     |
| Traditionele fiets (2000–2005)                          |                                |                                |                                |                                |
| 49,441                                                  | Chris Boardman                 | Verenigd Koninkrijk            | 2000                           | Manchester                     |
| 49,700                                                  | Ondřej Sosenka                 | Tsjechië                       | 2005                           | Moskou                         |
| UCI-goedgekeurde fiets (2014–heden)                     |                                |                                |                                |                                |
| 51,110                                                  | Jens Voigt                     | Duitsland                      | 2014                           | Grenchen                       |
| 51,850                                                  | Matthias Brändle               | Oostenrijk                     | 2014                           | Aigle                          |
| 52,491                                                  | Rohan Dennis                   | Australië                      | 2015                           | Grenchen                       |
| 52,757                                                  | Alex Dowsett                   | Verenigd Koninkrijk            | 2015                           | Manchester                     |
| 54,526                                                  | Bradley Wiggins                | Verenigd Koninkrijk            | 2015                           | Londen                         |
| 55,089                                                  | Victor Campenaerts             | België                         | 2019                           | Aguascalientes                 |
| 55,548                                                  | Daniel Bigham                  | Verenigd Koninkrijk            | 2022                           | Grenchen                       |
| 56,792                                                  | Filippo Ganna                  | Italië                         | 2022                           | Grenchen                       |

### Vrouwen
| Afstand (km)                                            | Renster                        | Nationaliteit                  | Jaar                           | Plaats                         |
| Traditionele fiets (1955–1978)                          | Traditionele fiets (1955–1978) | Traditionele fiets (1955–1978) | Traditionele fiets (1955–1978) | Traditionele fiets (1955–1978) |
| ------------------------------------------------------- | ------------------------------ | ------------------------------ | ------------------------------ | ------------------------------ |
| 38,473                                                  | Tamara Novikova                | Sovjet-Unie                    | 1955                           | Irkoetsk                       |
| 38,569                                                  | Renée Vissac                   | Frankrijk                      | 1957                           | Milaan                         |
| 39,718                                                  | Millie Robinson                | Verenigd Koninkrijk            | 1958                           | Milaan                         |
| 41,347                                                  | Elsy Jacobs                    | Luxemburg                      | 1958                           | Milaan                         |
| 41,471                                                  | Maria Cressari                 | Italië                         | 1972                           | Mexico-Stad                    |
| 43,082                                                  | Keetie van Oosten-Hage         | Nederland                      | 1978                           | München                        |
| Aerodynamische fiets (1986–1996): UCI Best Human Effort |                                |                                |                                |                                |
| 44,770                                                  | Jeannie Longo                  | Frankrijk                      | 1986                           | Colorado Springs               |
| 44,933                                                  | Jeannie Longo                  | Frankrijk                      | 1987                           | Colorado Springs               |
| 46,352                                                  | Jeannie Longo                  | Frankrijk                      | 1989                           | Mexico-Stad                    |
| 47,112                                                  | Catherine Marsal               | Frankrijk                      | 1995                           | Bordeaux                       |
| 47,411                                                  | Yvonne McGregor                | Verenigd Koninkrijk            | 1995                           | Manchester                     |
| 48,159                                                  | Jeannie Longo                  | Frankrijk                      | 1996                           | Mexico-Stad                    |
| Traditionele fiets (2000–2003)                          |                                |                                |                                |                                |
| 43,500                                                  | Anna Wilson                    | Australië                      | 2000                           | Melbourne                      |
| 44,767                                                  | Jeannie Longo                  | Frankrijk                      | 2000                           | Mexico-Stad                    |
| 45,094                                                  | Jeannie Longo                  | Frankrijk                      | 2000                           | Mexico-Stad                    |
| 46,065                                                  | Leontien van Moorsel           | Nederland                      | 2003                           | Mexico-Stad                    |
| UCI-goedgekeurde fiets (2015–heden)                     |                                |                                |                                |                                |
| 46,274                                                  | Molly Shaffer Van Houweling    | Verenigde Staten               | 2015                           | Aguascalientes                 |
| 46,882                                                  | Bridie O'Donnell               | Australië                      | 2016                           | Adelaide                       |
| 47,980                                                  | Evelyn Stevens                 | Verenigde Staten               | 2016                           | Colorado Springs               |
| 48,007                                                  | Vittoria Bussi                 | Italië                         | 2018                           | Aguascalientes                 |
| 48,405                                                  | Joscelin Lowden                | Verenigd Koninkrijk            | 2021                           | Grenchen                       |
| 49,254                                                  | Ellen van Dijk                 | Nederland                      | 2022                           | Grenchen                       |
| 50,267                                                  | Vittoria Bussi                 | Italië                         | 2023                           | Aguascalientes                 |
| 50,455                                                  | Vittoria Bussi                 | Italië                         | 2025                           | Aguascalientes                 |

## Trivia
- Er zijn ook werelduurrecords op ligfietsen. Deze worden niet erkend door de UCI. Op 1 april 1934 besloot de UCI alle records die op een ligfiets werden gevestigd niet te erkennen en verbood het gebruik van de ligfiets in wedstrijden. De organisatie die deze records wel erkent en promoot is de WHPVA.
- Op 25 september 2015 vestigde Eddy Planckaert het werelduurrecord op een houten fiets in Rochefort. Hij fietste 11 kilometer, 932 meter en 94 centimeter. De poging voldeed niet aan de eisen van de UCI. Deze afstand werd op 29 september 2016 verbeterd tot 19,3 kilometer door een student van HoGent, Jonas De Brauwer.[3]